# Fremont (Michigan)
Fremont é uma cidade localizada no estado americano de Michigan, no Condado de Newaygo.

## Demografia
Segundo o censo americano de 2000, a sua população era de 4224 habitantes.
Em 2006, foi estimada uma população de 4300, um aumento de 76 (1.8%).

## Geografia
De acordo com o United States Census Bureau tem uma área de
11,9 km², dos quais 8,6 km² cobertos por terra e 3,3 km² cobertos por água. Fremont localiza-se a aproximadamente 231 m acima do nível do mar.

## Localidades na vizinhança
O diagrama seguinte representa as localidades num raio de 24 km ao redor de Fremont.